# Verdrag van Caesarea
Het Verdrag van Caesarea werd getekend in mei 1272 in Caesarea (Maritima) tussen de kruisvaarders kroonprins Eduard I van Engeland en koning Hugo III van Cyprus enerzijds en sultan Baibars anderzijds en maakte een einde aan de Negende Kruistocht.
Er werd een wapenstilstand ondertekend, die tien jaar, tien maand en tien dagen moest gelden. Eduard had er geen vertrouwen in en bleef ter plaatse om te zien of het verdrag werd nagevolgd. Zijn wantrouwen kostte hem bijna het leven, want kort nadien werd er een aanslag op zijn leven gepleegd. Niettemin was hij verplicht naar Engeland terug te keren, nadat hij het bericht ontvangen had, dat zijn vader koning Hendrik III van Engeland was overleden.
Tebaldo Visconti, die deelnam aan de Negende Kruistocht, was intussen verkozen tot Paus Gregorius X, riep in 1274 tijdens het Tweede Concilie van Lyon op, tot een nieuwe kruistocht, maar zijn oproep werd niet beantwoord. Het Beleg van Akko (1291) betekende het einde van het kruisvaarderstijdperk in de Levant.